# National Civic League
La National Civic League est une association à but non lucratif américaine qui œuvre pour la transparence, l'efficacité et l'ouverture dans les politiques des administrations locales américaines. Elle a été fondée en 1894, en tant que National Municipal League, à la convention des politiciens, journalistes et éducateurs de Philadelphie (Pennsylvanie), à laquelle participaient notamment Theodore Roosevelt, Louis Brandeis, Marshall Field et Frederick Law Olmsted. Son but était d'être une force de réflexion et de proposition quant à l'avenir des grandes villes américaines. Elle promeut aussi une approche managériale professionnelle des administrations locales par la publication de modèles de chartes à la fois pour les villes et les comtés.
Elle est principalement connue pour sa récompense All-America City, qu'elle remet chaque année à dix grandes villes américaines. Elle a aussi développé, depuis une trentaine d'années, un programme de services communautaires (Community Services Program) qui recense quelques défis que les villes américaines auront à relever et propose des pistes de réflexion, notamment en rapport avec la croissance verte, la lutte contre les discriminations et l'intégration des populations immigrées.
| Nom                                | Mandat                          |
| ---------------------------------- | ------------------------------- |
| James C. Carter                    | 1894 – 1903                     |
| Charles Joseph Bonaparte-Patterson | 1903 – 1910                     |
| William D. Foulke                  | 1910 – 1915                     |
| Lawson Purdy                       | 1915 – 1919                     |
| Charles E. Hughes                  | 1919 – 1921                     |
| Henry M. Waite                     | 1921 – 1923                     |
| Frank L. Polk                      | 1923 – 1927                     |
| Richard S. Childs                  | 1927 – 1931                     |
| Murray Seasongood                  | 1931 – 1934                     |
| Harold W. Dodds                    | 1934 – 1937                     |
| Clarence A. Dykstra                | 1937 – 1940                     |
| John G. Winant                     | 1940 – 1946                     |
| Charles Edison                     | 1946 – Décembre 1950            |
| Henry Bruère                       | Janvier 1951 – Novembre 1953    |
| George Gallup                      | Décembre 1953 – Novembre 1956   |
| Cecil Morgan                       | Décembre 1956 – Décembre 1959   |
| William Collins                    | Janvier 1960 – Novembre 1962    |
| Alfred E. Driscoll                 | Décembre 1962 – 1970            |
| William Scranton                   | 1970 – Novembre 1972            |
| Wilson W. Wyatt                    | Décembre 1972 – Novembre 1975   |
| Carl H. Pforzheimer                | Décembre 1975 – Novembre 1978   |
| Robert H. Rawson                   | Décembre 1978 – Novembre 1981   |
| James L. Hetland, Jr.              | Décembre 1981 – Novembre 1985   |
| Terry Sanford                      | Décembre 1985 – Novembre 1986   |
| John Parr                          | Décembre 1986 – 1995            |
| Christopher T. Gates               | 1995 – 14 juin 2006             |
| Derek Okubo (intérim)              | 15 juin 2006 – 31 décembre 2006 |
| Gloria Rubio-Cortés                | Janvier 2007 – présent          |

| Nom                 | Mandat                             |
| ------------------- | ---------------------------------- |
| Terrell Blodgett    | 1er janvier 1987 – 31 octobre 1987 |
| William Winter      | 1er novembre 1987 – 1988           |
| Henry Cisneros      | 1989 – 1991                        |
| George Latimer      | 1992                               |
| William F. Winter   | 1993                               |
| John W. Gardner     | 1994 – 1996                        |
| Anna F. Jones       | 1996                               |
| William W. Bradley  | 1997 – 1998                        |
| R. Scott Fosler     | 1999 – 2000                        |
| Dorothy S. Ridings  | 2001 – 2004                        |
| Robert Rawson, Jr.  | 2004 – 2007                        |
| Elizabeth Hollander | 2007 – 2008                        |
| Sandra Freedman     | Novembre 2008 – présent            |